# Wandsbek Markt (metropolitana di Amburgo)
Wandsbek Markt è una stazione della metropolitana di Amburgo, sulla linea U1.